# Márcia Real
Eunice Alves, mais conhecida como Márcia Real (São Paulo, 6 de janeiro de 1929 - Ibiúna, 15 de março de 2019), foi uma atriz e dubladora brasileira.

## Biografia
De família humilde, teve um avô advogado, que logo percebeu a vivacidade e a memória da neta e que desejava que ela fosse advogada também. 
Adolescente, um dia encontrou-se na rua com a atriz Bibi Ferreira. Após uma conversa ganhou um papel na peça “Minhas queridas esposas”.
Após uma experiência na Rádio Tupi, estreou na televisão, atuando nos programas TV de Vanguarda e TV Comédia, na TV Tupi. Foi um dos principai nomes da TV Tupi de São Paulo fazendo papéis como: Lady Macbeth, Ana Karenina, etc. Estreou em telenovelas em 1964 em um dos principais papéis de Corações em Conflito, na TV Excelsior.
Márcia Real foi também apresentadora de televisão. Destacou-se no Clube dos Artistas, ao lado de Airton Rodrigues, no qual ficou por 10 anos. Ganhou vários prêmios, entre eles o Troféu Roquette Pinto, o principal prêmio de televisão da década de 1960, por três vezes.
Participou também de vários filmes e peças de teatro. Trabalhou como dubladora, na década de 1960. 
Ganhou o primeiro Troféu Imprensa de melhor atriz, no ano de 1961. Seu maior destaque na televisão foi no papel da durona Valquíria na novela Bebê a Bordo (1988), de Carlos Lombardi.

### Morte
Márcia Real morreu na madrugada do dia 15 de março de 2019 em um hospital de Ibiúna, onde ela estava internada. A atriz sofria de Mal de Alzheimer há mais de uma década. A causa da morte não foi divulgada. Real deixou duas filhas e três netos.

## Carreira

### Televisão
| Ano       | Título                      | Personagem                       | Notas        |
| --------- | --------------------------- | -------------------------------- | ------------ |
| 2005      | Senta que Lá Vem Comédia    | Melica                           | TV Cultura   |
| 2002      | SPA TV Fantasia             | Meire Sabret                     | TV Gazeta    |
| 2001      | O Direito de Nascer         | Madre Superiora Tereza           | SBT          |
| 2000      | Ô Coitado                   | Dona Lili (Heliodora)            | SBT          |
| 1997      | Canoa do Bagre              | Matilde                          | TV Record    |
| 1997      | O Olho da Terra             | Aparecida                        | TV Record    |
| 1996      | Irmã Catarina               | Irmã Serafina                    | TV Século 21 |
| 1994      | Quatro por Quatro           | Isadora Herrera Franco (Vó Dora) | Rede Globo   |
| 1992      | De Corpo e Alma             | Sálvia Lopes                     | Rede Globo   |
| 1990      | Mico Preto                  | Áurea Menezes Garcia             | Rede Globo   |
| 1988      | Bebê a Bordo                | Valquíria Rêgo Grande            | Rede Globo   |
| 1979      | Gaivotas                    | Idalina                          | Rede Tupi    |
| 1978      | Aritana                     | Guiomar Correia                  | Rede Tupi    |
| 1973      | Vidas Marcadas              | Beatriz Assunção Maia            | TV Record    |
| 1973      | Venha Ver o Sol na Estrada  | Belinda                          | TV Record    |
| 1972      | O Leopardo                  | Odete                            | TV Record    |
| 1972      | O Tempo Não Apaga           | Elisa                            | TV Record    |
| 1971      | Os Deuses Estão Mortos      | Veridiana                        | TV Record    |
| 1970      | As Pupilas do Senhor Reitor | Elizangela                       | TV Record    |
| 1969      | Dez Vidas                   | —                                | TV Excelsior |
| 1969      | Sangue do Meu Sangue        | Princesa Isabel                  | TV Excelsior |
| 1969      | Os Estranhos                | Ofélia                           | TV Excelsior |
| 1968      | Legião dos Esquecidos       | Teresa                           | TV Excelsior |
| 1966      | Redenção                    | Lola                             | TV Excelsior |
| 1966      | A Grande Viagem             | Marion                           | TV Excelsior |
| 1965      | Vidas Cruzadas              | Andréa                           | TV Excelsior |
| 1965      | Pecado de Mulher            | —                                | TV Excelsior |
| 1964      | Mãe                         | —                                | TV Excelsior |
| 1964      | Isabella                    | —                                | TV Excelsior |
| 1964      | Corações em Conflito        | Isabel                           | TV Excelsior |
| 1961      | TV de Vanguarda             | —                                | TV Tupi      |
| 1960      | TV de Comédia               | Suzana                           | TV Tupi      |
| 1960      | TV de Comédia               | Madame Arcati                    | TV Tupi      |
| 1960      | TV de Vanguarda             | Luzia                            | TV Tupi      |
| 1959      | TV de Comédia               | Marla                            | TV Tupi      |
| 1959      | TV de Vanguarda             | —                                | TV Tupi      |
| 1959      | Doce Lar Teperman           | Mãe                              | TV Tupi      |
| 1958      | TV Teatro                   | Vários personagens               | TV Tupi      |
| 1958      | Suspeita                    | —                                | TV Tupi      |
| 1958      | TV de Comédia               | Yolanda                          | TV Tupi      |
| 1956      | Grande Teatro Tupi          | Vários personagens               | TV Tupi      |
| 1956      | Uma História de Ballet      | —                                | TV Tupi      |
| 1955-1957 | TV de Vanguarda             | Vários personagens               | TV Tupi      |
| 1954      | TV de Vanguarda             | Lady Macbeth                     | TV Tupi      |
| 1954      | TV de Vanguarda             | Alma de Winemiller               | TV Tupi      |
| 1953      | O Mártir do Calvário        | Maria Madalena                   | TV Tupi      |
| 1953      | TV de Vanguarda             | Vários personagens               | TV Tupi      |
| 1953      | Delícias da Vida Conjugal   | —                                | TV Tupi      |
| 1953      | A Viúva                     | —                                | TV Tupi      |
| 1953      | 48 Horas com Bibiana        | —                                | TV Tupi      |
| 1952      | Senhora                     | Aurélia Camargo                  | TV Tupi      |
| 1952      | Vestidos da Minha Vida      | —                                | TV Tupi      |
| 1952      | TV de Vanguarda             | —                                | TV Tupi      |

### Filmes
| Ano  | Título                     | Papel               |
| ---- | -------------------------- | ------------------- |
| 2002 | Avassaladoras              | Maria Alice         |
| 1976 | Possuídas pelo Pecado      | Mãe                 |
| 1976 | Amadas e Violentadas       | Carmen              |
| 1975 | O Rei da Noite             | Sinhá               |
| 1975 | A Ilha do Desejo           | Madame Geny         |
| 1964 | O Vigilante Contra o Crime | —                   |
| 1956 | O Sobrado                  | Alice Terra Cambará |
| 1951 | Liana, a Pecadora          | Liana               |
| 1949 | Carnaval no Fogo           | Moça                |

## Teatro[9]
- 1988/1990 - A Presidenta
- 1988 - Tributo
- 1986 - Divinas Palavras
- 1984 - Seda Pura e Alfinetadas
- 1981 - Seda Pura e Alfinetadas
- 1980 - Dona Rosita, a Solteira
- 1975 - Absurda Pessoa
- 1975 - Um Grito Parado no Ar
- 1975 - Salva
- 1973 - Bodas de Sangue
- 1971/1972 - Abelardo e Heloísa
- 1964/1965 - Depois da Queda
- 1961 - Armadilha Para um Homem Só
- 1952 - Histórias de Beira Mar: A Sobra do Mar
- 1952 - Histórias de Beira Mar: Antes do Grande Momento
- 1952 - Histórias de Beira Mar: O Regresso
- 1951 - Uma Noite com Ela
- 1949 - Hipócrita

## Dublagem
- Endora (Agnes Moorehead) na 1ª temporada da série A Feiticeira

entre outros.

## Prêmios e indicações
| Ano  | Premiação       | Categoria                                | Indicação                   | Resultado | Ref.   |
| ---- | --------------- | ---------------------------------------- | --------------------------- | --------- | ------ |
| 1961 | Troféu Imprensa | Melhor Atriz                             | Conjunto de trabalhos na TV | Venceu    |        |
| 1965 | Prêmio Saci     | Melhor Atriz Coadjuvante em Peça Teatral | Depois da Queda             | Indicado  | [ 10 ] |